# Gränssnitt
Gränssnitt (engelska interface) är utformningen av en anslutning mellan olika objekt som samverkar, till exempel två tekniska system, eller utformningen av människa-maskin-interaktion (användargränssnitt). 
Inom informationsteknologi är gränssnitt kommunikationen mellan olika mjukvarumoduler och/eller hårdvarumoduler eller en människa. Gränssnitten är här en del av en IT-arkitektur och brukar specificeras i en teknisk specifikation som en del av utvecklingens kravhantering. Begreppet användargränssnitt avser här människa-datorinteraktion, exempelvis mellan en användare och applikationsprogramvara via ett grafiskt användargränssnitt. Ett kontaktdon (en fysisk port) kan utgöra ett fysiskt gränssnitt mellan en kabel och en hårdvarumodul. Många programbibliotek har applikationsprogrammeringsgränssnitt (API:er) som möjliggör att applikationsprogram kan använda dem och kommunicera med dem. Dessa programmeringsgränssnitt är specifikationer som kan vara öppna standarder. Sådana standardiserade gränssnitt finns mellan varje protokollager i OSI-modellen och i TCP/IP-modellen för datakommunikation. En socket är ett programmeringsgränssnitt mellan en applikationsprocess och operativsystemets nätverksprogramvara.
Inom systemteori avses de olika anslutningspunkten mellan två interagera de system, eller mellan två matematiska systemmodeller. I sociala sammanhang, till exempel, är det möjligt att systemet "skola" ansluter till systemet "familj", men även "kampsportsträning" eller "datorspel". Ibland förutsätter det ena det andra. Med denna teori som utgångspunkt kan man till exempel analysera en persons kulturella eller sociala mönster som ligger till grund för deras identitet.